# Adrie Hazeleger
Adrie Hazeleger (26 april 1955) is een voormalig Nederlands voetballer. Hij stond in het Nederlandse betaalde voetbal onder contract bij FC Wageningen en speelde bij de amateurs van VV Ede/Victoria.

## Wedstrijdstatistieken
| Seizoen | Club            | Competitie     | wed. | goals |
| ------- | --------------- | -------------- | ---- | ----- |
| 1978/79 | FC Wageningen   | Eerste divisie | 24   | 4     |
| 1979/80 | FC Wageningen   | Eerste divisie | 17   | 1     |
| 1980/81 | VV Ede/Victoria | Amateurs       |      |       |
| 1981/82 | VV Ede/Victoria | Amateurs       |      |       |
| 1982/83 | FC Wageningen   | Eerste divisie | 21   | 2     |
| 1983/84 | FC Wageningen   | Eerste divisie |      |       |